# Бай Сюе
Бай Сюе (кит. 白雪, англ. Bai Xue; нар. 15 грудня 1978) — китайська легкоатлетка, яка спеціалізувалася на бігу на довгі дистанції та марафонському бігу.

## Спортивні досягнення
Учасниця олімпійських змагань з бігу на 10000 метрів (2008), на яких посіла 19-е місце.
Чемпіонка світу з марафонського бігу (2009).
Фіналістка (4-е місце) чемпіонату світу серед юніорів з бігу на 5000 метрів (2005).
Учасниця юніорського забігу на чемпіонаті світу з кросу (2005), де посіла 39-е місце.
Чемпіонка Азії з бігу на 5000 метрів (2005) та 10000 метрів (2005, 2009). Бронзова призерка чемпіонату Азії з марафонського бігу (2004).
Фінішувала 8-ю у бігу на 10000 метрів на Азійських іграх (2010).
Фінішувала 5-ю на Лондонському марафоні (2010).
Переможниця марафонів у Чженчжоу (2007) та Пекіні (2008, 2009).
Чемпіонка Китаю з бігу на 5000 метрів (2008, 2009) та 10000 метрів (2007, 2008, 2009, 2010).
Чемпіонка Китайських національних ігор з бігу на 10000 метрів (2009).